# Bistrinci
Bistrinci este o arie protejată (sit de importanță comunitară — SCI) din Croația întinsă pe o suprafață de 27,16 ha, integral pe uscat.

## Localizare
Centrul sitului Bistrinci este situat la coordonatele 45°41′33″N 18°23′42″E / 45.692489°N 18.395039°E.

## Înființare
Situl Bistrinci a fost declarat sit de importanță comunitară în iulie 2013 pentru a proteja un număr necunoscut de specii din flora spontană și fauna sălbatică aflate în arealul zonei.

## Biodiversitate
Situată în ecoregiunea continentală, aria protejată conține 1 habitat natural: Pajiști stepice subpanonice.
La baza desemnării sitului se află un număr nedeclarat de specii protejate.